# Ивамото, Тецудзо
Тэцудзо Ивамото (яп. 岩本 徹三; 15 июня 1916 — 20 мая 1955) — младший лейтенант, был одним из самых результативных асов среди пилотов-истребителей Императорской военно-морской авиации Японии (IJNAS). Он поступил на службу в Императорский флот Японии в 1934 году и прошёл подготовку пилотов в декабре 1936 года. Его первый бой состоялся над Китаем в начале 1938 года. Он стал одним из лучших асов Императорской армии Японии во время Второй мировой войны, одержав по меньшей мере 80 воздушных побед, в том числе 14 побед в Китае. Впоследствии он летал на «Зеро» с авианосца «Дзуйкаку» с декабря 1941 по май 1942 года, в том числе в битве в Коралловом море. Ивамото украшал свои самолёты победными эмблемами в виде цветков сакуры, где один или два цветка символизировали сбитый вражеский истребитель или бомбардировщик соответственно.
1. 1 2  Tetsuzo Iwamoto // TracesOfWar